# HMS Juno (F46)
L'HMS Juno (F46) era un cacciatorpediniere della classe J che prestò servizio con la Royal Navy nei primi anni della seconda guerra mondiale. Impostato dalla Fairfield Shipbuilding and Engineering Company a Govan, in Scozia, il 5 ottobre 1937, venne varato l'8 dicembre 1938 ed entrò in servizio il 25 agosto 1939, pochi giorni prima lo scoppio del secondo conflitto mondiale.
Prese parte ad alcuni importanti fatti bellici nel teatro del Mar Mediterraneo, come le battaglie di Punta Stilo (luglio 1940) e Capo Matapan (marzo 1941). L'unità venne affondata il 21 maggio 1941, durante le operazioni navali della Battaglia di Creta. In particolare, lo Juno esplose dopo essere stato colpito dalle bombe sganciate da cinque bombardieri della Regia Aeronautica CANT Z.1007 bis, appartenenti alla 210ª Squadriglia del 50º Gruppo autonomo Bombardamento Terrestre (BT), guidati dal tenente Mario Morassutti.